# Dunbeg
Dunbeg är en by i Argyll and Bute i Skottland. Byn är belägen 151,9 km 
från Edinburgh. Orten har 610 invånare (2016).